# Iodbenzonitrile
Die Iodbenzonitrile bilden eine Stoffgruppe, die sich sowohl von Iodbenzol als auch von Benzonitril ableitet. Die Struktur besteht aus einem Benzolring mit angefügter Nitrilgruppe und einem Iodatom als Substituenten. Durch deren unterschiedliche Anordnung ergeben sich drei Konstitutionsisomere.
| Gefahrensymbol |

| keine GHS-Piktogramme |

| keine GHS-Piktogramme |

## Eigenschaften
2-Iodbenzonitril hat einen n-Octanol-Wasser-Verteilungskoeffizienten von {\displaystyle \log P_{\mathrm {ow} }=2{,}604}.

## Darstellung
Iodbenzonitrile können durch Diazotierung und Sandmeyer-Reaktion aus den korrespondierenden Aminobenzonitrilen synthetisiert werden. Dies konnte aus Gründen der Reaktivität des Benzonitrils (bei der Nitrierung entsteht bevorzugt das meta-Derivat) für 3-Iodbenzonitril bereits im Jahre 1869 von Peter Grieß gezeigt werden. Für die beiden übrigen Derivate findet man Publikationen dieser Synthese erst ab 2013, etwa von V. Vajpayee et al.